# Regione di Scorpius OB1
La regione di Scorpius OB1 è una grande regione nebulosa della Via Lattea situata sul Braccio del Sagittario in direzione della costellazione dello Scorpione, in cui importanti fenomeni di formazione stellare hanno generato diverse decine di stelle di grande massa, riunite in un'estesa associazione OB.
Il nucleo dell'associazione è ben visibile con un binocolo e persino ad occhio nudo e coincide con il giovane ammasso aperto NGC 6231; attorno ad esso si dispongono altre stelle massicce e un gran numero di stelle di piccola e media massa, delle quali solo una piccola parte è stata probabilmente scoperta e osservata. Queste stelle di massa inferiore avrebbero un'età generalmente maggiore rispetto alle compagne di grande massa e sarebbero pertanto il prodotto di una precedente ondata di formazione stellare avvenuta nella regione.
Scorpius OB1 appare circondata da notevoli quantità di gas e polveri, in buona parte ionizzati, visibili come regioni H II e catalogati come IC 4628 e Gum 55.

## Osservazione

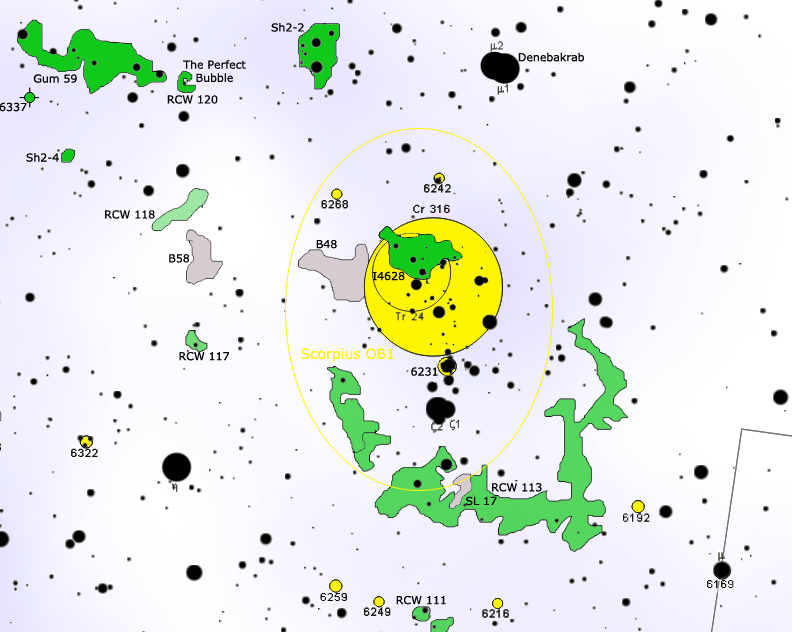
Mappa di Scorpius OB1.

La regione di Scorpius OB1 si osserva senza difficoltà anche con un piccolo strumento, come un binocolo; la sua posizione è facilmente individuabile, trovandosi poco a nord della coppia di stelle formata da ζ1-ζ2 Scorpii, che essendo di quarta magnitudine è ben visibile anche ad occhio nudo. Senza strumenti può essere individuato anche il nucleo della regione, il brillante ammasso aperto NGC 6231, che costituisce il corpo centrale dell'associazione, ed è visibile come una macchia apparentemente nebbiosa o di aspetto granulare. Un binocolo di medie dimensioni è in grado di risolvere quest'ammasso in decine di componenti molto vicine fra loro, mentre tutt'attorno ad esso si dispongono numerose stelle azzurre, immerse a loro volta in un ricchissimo campo stellare. Le nebulosità associate, specialmente sul lato settentrionale, sono ben rilevabili nelle foto a lunga posa o composite, in cui possono anche notarsi alcuni dei filamenti situati sul lato opposto, a sud della coppia di ζ Scorpii.
Per gli osservatori dall'emisfero boreale la visibilità risulta comunque penalizzata: la declinazione di Scorpius OB1 è infatti moderatamente australe, e comporta che diventi visibile sopra l'orizzonte meridionale solo a partire dalle latitudini dell'Europa meridionale, ben a sud del 50º parallelo nord; una buona visibilità è possibile dalle regioni temperate inferiori o tropicali. L'emisfero australe è di contro la posizione ideale per la sua osservazione, essendo visibile per buona parte delle notti dell'anno da tutte le sue regioni poste al di fuori della fascia tropicale.

## Struttura

IC 4628, la nebulosa più brillante connessa a Scorpius OB1.

La regione dell'associazione Scorpius OB1 è un gruppo molto esteso di stelle giovani e massicce, appartenenti alle prime classi spettrali (O e B); è situata nei pressi del bordo esterno del Braccio del Sagittario, ossia sulla parte rivolta in direzione del sistema solare, che si trova nel Braccio di Orione, il braccio della spirale galattica subito più esterno a quello del Sagittario. Il nucleo centrale dell'associazione è composto dal brillante ammasso NGC 6231, le cui componenti emettono una quantità di radiazione elettromagnetica che eccita e ionizza i gas dei complessi nebulosi situati nelle vicinanze, fra cui spicca Gum 55. Questa grande nube è situata sul bordo meridionale della regione e possiede una forma insolita, simile ad un anello allungato, centrato presso le stelle di NGC 6231, che si estende fino a 5°. Sulla linea di vista si sovrappongono alcune aree nebulose minori situate in realtà alla distanza di appena 100-300 parsec dal Sole e probabilmente connesse alla Nube del Lupo, nel Braccio di Orione; queste sottili nebulose sono responsabili della leggera estinzione osservata nelle stelle di Scorpius OB1.
La distanza di questa regione galattica così appariscente è stata studiata da diversi gruppi di ricerca, che hanno presentato valori talvolta contrastanti nelle loro pubblicazioni. I primi studi basati sulle rilevazioni fotometriche hanno fornito una distanza di circa 1800 parsec (5870 anni luce); questo valore passò negli studi successivi alternativamente da un minimo di 600 parsec, ottenuto tramite la misurazione della parallasse delle stelle di classe O (che per altro in alcuni casi risultava negativa, ossia priva di significato) e ritenuto improbabile dagli stessi autori, fino ai 1900 e 2100 parsec. Il valore di distanza medio e più comunemente accettato sembra essere però quello di circa 1600 parsec, corrispondenti a 5216 anni luce.
L'età dell'ammasso centrale è stata invece stimata utilizzando i dati provenienti da diverse misurazioni, dallo studio della sequenza principale di età zero (ZAMS) fino alle caratteristiche delle numerose stelle di Wolf-Rayet contenute nella regione; queste misurazioni concordano tutte sul fatto che le componenti stellari del complesso possiedono una giovanissima età, che sarebbe compresa mediamente fra i 2,5 e i 4,5 milioni di anni per quanto riguarda le stelle più massicce e fra 1 e 12 milioni di anni per le componenti stellari di piccola e media massa.

## Fenomeni di formazione stellare

La Grande Proboscide d'Elefante, modellata dal vento stellare delle stelle massicce della regione; in essa sono attivi fenomeni di formazione stellare.

I fenomeni di formazione stellare maggiormente noti e studiati in questa regione si concentrano sul suo bordo occidentale, in una protuberanza della nube Gum 55 nota colloquialmente come Grande Proboscide d'Elefante (LET), similmente a quella di Cefeo; al suo interno sono state individuate tre piccole nebulose a riflessione, indicate con le sigle vdBH 73a, 73b e 73c, la cui componente principale, vdBH 73a, appare illuminata dalla stella bianco-azzurra di sequenza principale CPD -41°7613. Questa grande struttura a forma di proboscide sarebbe stata modellata dall'azione combinata del forte vento stellare delle stelle più massicce di NGC 6231, il quale, oltre ad aver creato una grande bolla, ben visibile nella forma ad anello di Gum 55, ha anche compresso il suo gas nelle regioni esterne, provocando così una seconda ondata di formazione stellare, osservata nella Grande Proboscide.
La Grande Proboscide contiene alcuni globuli gassosi più densi; sulla parte sommitale della struttura sono state osservate 16 deboli sorgenti con emissioni nella banda dell'Hα, coincidenti sicuramente con altrettante stelle giovani di piccola e media massa probabilmente associate alle stelle più massicce responsabili dell'illuminazione delle componenti di vdBH 73. Sempre sulla punta della Proboscide sono state individuate due sorgenti radio, catalogate con le sigle SFO 82a e SFO 82b.
La nube settentrionale della regione, IC 4628 (RCW 116), è anche la più luminosa; essa riceve direttamente la radiazione delle stelle massicce dell'associazione, e in particolare dell'ammasso connesso Trumpler 24. La principale stella ionizzante sarebbe la gigante blu  HD 152723, di classe spettrale O6; altre fonti suggeriscono invece la stella HD 322417, anch'essa di classe O5 o O6, anche se questa potrebbe trovarsi a una distanza superiore rispetto alla regione di Scorpius OB1. Nella regione sono presenti una sessantina di sorgenti di varia natura, fra cui spiccano 19 sorgenti di radiazione infrarossa identificate dall'IRAS e 8 maser, fra cui 5 OH, uno ad acqua e uno a metanolo; alla nube sarebbe associata anche la stella Be MCW 1264 (HD 152291), una gigante brillante blu con forti linee di emissione nello spettro. Uno studio del 2003 ha individuato in questa regione anche tre giovani ammassi profondamente immersi nei gas della nube e pertanto emananti radiazione infrarossa; questi ammassi, l'ultimo dei quali appare meno ricco, sono catalogati con le sigle [DBS2003] 113, 114 e 117.

## Componenti stellari

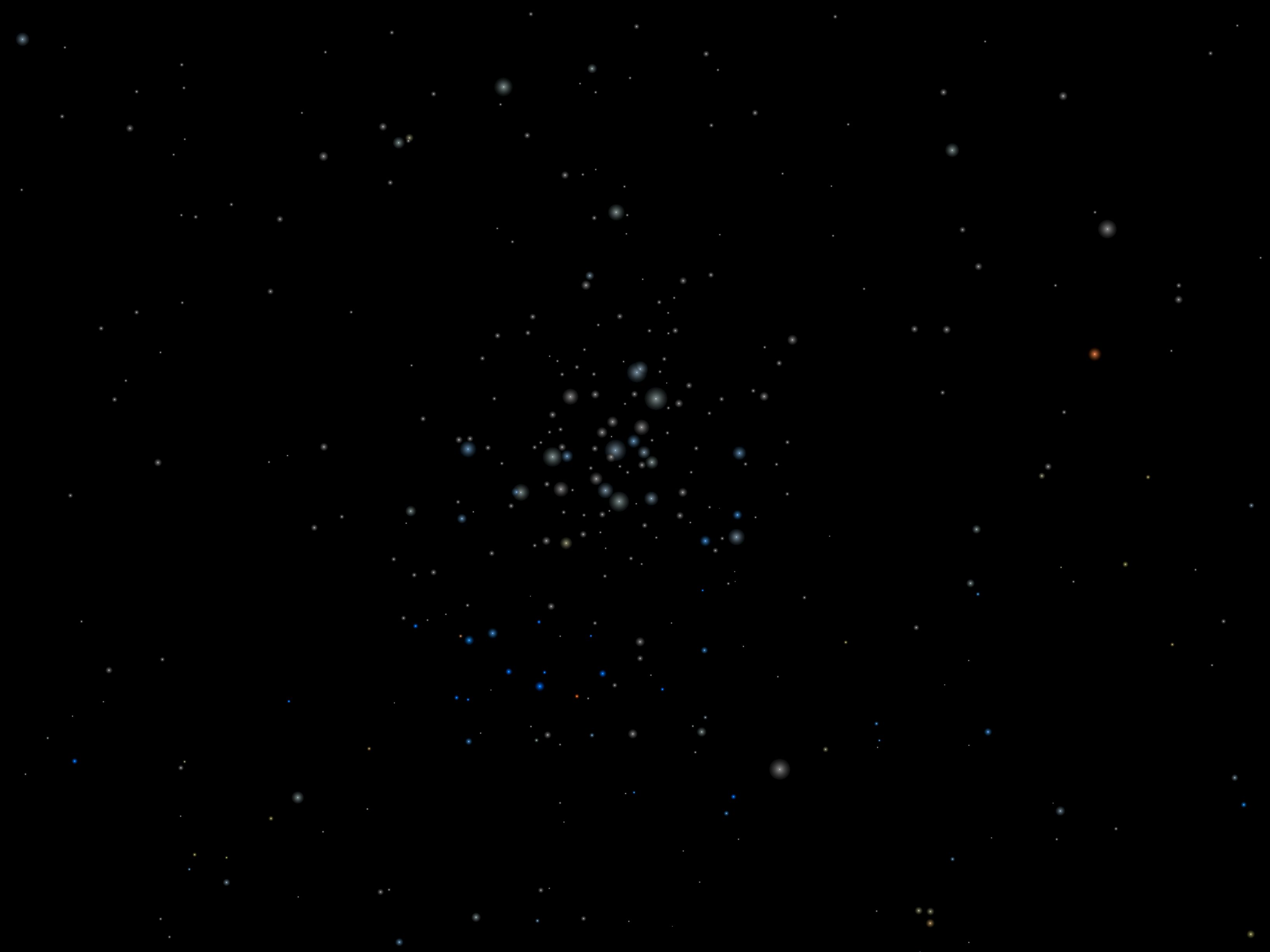
Dettaglio ad alta risoluzione di NGC 6231, il nucleo dell'associazione Scorpius OB1.

Le componenti stellari di grande massa della regione sono riunite nell'associazione Scorpius OB1, una grande e giovane associazione OB dell'età di soli 3-5 milioni di anni. Le stelle più massicce sono 28 tra giganti e supergiganti appartenenti alle prime classi spettrali, su cui spiccano HD 151804 e HD 152236, due supergiganti blu rispettivamente di classe O8Iaf e B1.5Ia. Il nucleo di Scorpius OB1 è costituito e rappresentato dal massiccio ammasso NGC 6231, il quale contiene oltre 100 stelle di grande massa, incluse 15 stelle blu di classe O. La componente più luminosa di NGC 6231 è HD 152248, nota anche con la sigla di stella variabile V1007 Sco; si tratta di una forte sorgente di raggi X, nonché di una binaria spettroscopica e ad eclisse, con componenti entrambe di classe O e una massa di quasi 30 M⊙. A questa si aggiungono altre due binarie simili, CPD -41°7742 e HD 152219.
Le componenti massicce dell'associazione e, in particolare, di NGC 6231 si sono rivelate in diversi casi delle binarie spettroscopiche; si pensa che in effetti oltre la metà delle stelle di classe O facenti parte della regione siano delle stelle doppie con un periodo molto breve, inferiore ai 10 giorni. Questo fenomeno può rivelarsi interessante nello studio della formazione delle stelle massicce. Dalla prospettiva terrestre, una decina di queste stelle possiedono un'orbita orientata in modo tale che le due componenti si eclissino a vicenda, generando così un'apparente variabilità del sistema. Una delle componenti originarie di quest'ammasso si sarebbe allontanata a grande velocità dalla regione in direzione dell'ammasso NGC 6281: si tratta della stella fuggitiva HD 153919, una supergigante blu vincolata alla forte sorgente di raggi X 4U1700-37; questi due oggetti si eclissano a vicenda formando così una stella binaria a raggi X di grande massa. Si pensa che questa compagna, particolarmente compatta, possa essere o una stella di neutroni molto compatta oppure un buco nero.
Data la giovane età delle stelle di Scorpius OB1, le giovani stelle di piccola e media massa originatesi in questa regione dovrebbero costituire assieme una discreta popolazione di stelle T Tauri; tuttavia, la loro grande distanza non ne facilita l'osservazione. In effetti, fino alla fine degli anni duemila erano note soltanto alcune centinaia di piccole sorgenti di raggi X che circondano il centro dell'ammasso NGC 6231, che sembrerebbero in effetti provenire da una nutrita popolazione di stelle di piccola e media massa, la cui età si aggirerebbe attorno ai 10 milioni di anni e sarebbero quindi per la maggior parte dei casi in procinto di entrare nella fase di sequenza principale. Tramite queste osservazioni è possibile ripercorrere le tappe dei processi di formazione stellare avvenuti nella regione; essa iniziò probabilmente almeno una decina di milioni di anni fa generando stelle di piccola e media massa e subì un aumento fino a quando si verificò una sorta di starburst, circa 3-5 milioni di anni fa, quando si generarono le stelle di grande massa che oggi compongono l'associazione Scorpius OB1.
Uno studio del 2009 che analizza i dati raccolti dal Chandra X-ray Observatory ha individuato oltre 1600 sorgenti, delle quali circa il 90% coinciderebbero con stelle realmente legate alla regione; gran parte di queste emissioni provengono da stelle di piccola-media massa fino a 0,3 M⊙, con un'età compresa fra 2 e 10 milioni di anni. Lo studio ha anche evidenziato come le stelle più massicce siano concentrate nelle regioni centrali dell'ammasso, un fenomeno noto come segregazione di massa.

### Testi generali
- (EN) Stephen James O'Meara, Deep Sky Companions: Hidden Treasures, Cambridge University Press, 2007, ISBN 0-521-83704-9.
- (EN) Robert Burnham, Jr, Burnham's Celestial Handbook: Volume Two, New York, Dover Publications, Inc., 1978.
- (EN) Thomas T. Arny, Explorations:  An Introduction to Astronomy, 3 updatedª ed., Boston, McGraw-Hill, 2007, ISBN 0-07-321369-1.
- AA.VV, L'Universo - Grande enciclopedia dell'astronomia, Novara, De Agostini, 2002.
- J. Gribbin, Enciclopedia di astronomia e cosmologia, Milano, Garzanti, 2005, ISBN 88-11-50517-8.
- W. Owen, et al, Atlante illustrato dell'Universo, Milano, Il Viaggiatore, 2006, ISBN 88-365-3679-4.

### Testi specifici

#### Sull'evoluzione stellare
- (EN) C. J. Lada, N. D. Kylafits, The Origin of Stars and Planetary Systems, Kluwer Academic Publishers, 1999, ISBN 0-7923-5909-7.
- A. De Blasi, Le stelle: nascita, evoluzione e morte, Bologna, CLUEB, 2002, ISBN 88-491-1832-5.
- C. Abbondi, Universo in evoluzione dalla nascita alla morte delle stelle, Sandit, 2007, ISBN 88-89150-32-7.

#### Sull'associazione Scorpius OB1
- Reipurth, B., Young Stars in NGC 6231 and the Sco OB1 Association, in Handbook of Star Forming Regions, Volume II: The Southern Sky ASP Monograph Publications, vol. 5, dicembre 2008,  p. 401.

### Carte celesti
- Toshimi Taki, Taki's 8.5 Magnitude Star Atlas, su geocities.jp, 2005. URL consultato il 7 novembre 2010 (archiviato dall'url originale il 5 novembre 2018). - Atlante celeste liberamente scaricabile in formato PDF.
- Tirion, Rappaport, Lovi, Uranometria 2000.0 - Volume II - The Southern Hemisphere to +6°, Richmond, Virginia, USA, Willmann-Bell, inc., 1987, ISBN 0-943396-15-8.
- Tirion, Sinnott, Sky Atlas 2000.0, 2ª ed., Cambridge, USA, Cambridge University Press, 1998, ISBN 0-933346-90-5.
- Tirion, The Cambridge Star Atlas 2000.0, 3ª ed., Cambridge, USA, Cambridge University Press, 2001, ISBN 0-521-80084-6.